# Skoldans

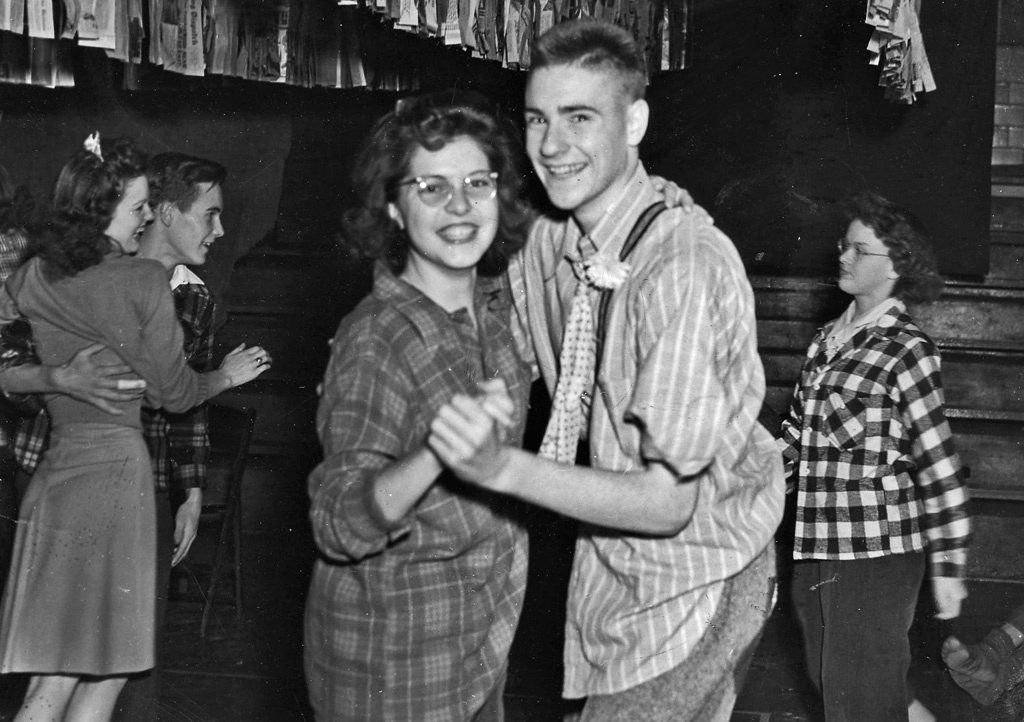
Skoldans i Ohio, USA 1941.

En skoldans, skoldisko eller skoldisco är en frivillig danstillställning i en skola för skolans elever. Den är förlagd på fritiden och ingår inte i skolundervisningen.
I Sverige arbetar man för drogfria skoldanser, vilket på många håll även omfattar rökförbud.